# François-Louis Bugnion
François-Louis Bugnion, né le 25 novembre 1822 à Belmont-sur-Lausanne et mort le 17 mai 1880 au large de Naples, est un missionnaire universaliste suisse. 
Il est tout d'abord instituteur et pasteur en Bessarabie, au sein de la colonie de Chabag. Il se rend ensuite à l'île Maurice où il fonde sa propre Église et se consacre lui-même évêque. Il part en 1873 en Australie où il fonde une colonie dans le nord du pays, en 1878. Il meurt en 1880, au large de Naples sur le vapeur Euxine.

## Œuvres
- La Bessarabie, ancienne et moderne.: Ouvrage historique, géographique et statistique, Lausanne : G. Bridel, 1846. (OCLC 77304406)
- Tableau Synoptique d'histoire générale. Odessa : T. Neumann, 1848. (OCLC 81116856)
- Le pain du Ciel, Lausanne : s.n. , 1864. (OCLC 82666050)
- Memoires de l'évêque F. L. Bugnion. T. 1. Maurice : Imprimerie de L. Channell, 1872. (OCLC 85244675)
- Bishop F. L. Bugnion's Catechism : for the use of Christian believers in Mauritius, Bourbon, India, the Southern States, Cuba, Russian and Australia. Sydney : New Church Publishing Society, 1874. (OCLC 224181532)
- New Church : Bishop F.L. Bugnion's abridged catechism, for the use of Christian believers in Mauritius, Bourbon, India, the Southern States, Cuba, Russia, and Australia. Sydney : New Church Publishing Society, 1874. (OCLC 166307528)
- Sion's Liturgy, Rockhampton, Qld. : Printed at the "Bulletin" Machine Printing office, 1878. (OCLC 222131797)